# Hermanas Wervik
Hermanas Wervik was een Belgische volleybalclub.

## Geschiedenis
De club werd opgericht in 1967.
Omstreeks de jaren 80 speelde de club lange tijd in de hoogste afdeling. en had vanaf halfweg de jaren 80 haar thuisbasis in Sporthal Devogel. Het grootste succes uit haar bestaan werd geboekt in seizoen 1987-'88. Wervik won toen in het Eurovolleycenter te Vilvoorde de finale van de Beker van België met 3-0 tegen Hermes OostendeHermanes.
In 2015 werd de werking van de club stopgezet.

## Palmares
- Beker van België

winnaar (1×): 1988

## Bekende (ex-)speelsters
- Ulrike Deforce
- Anne Lelong
- Chaïne Staelens
- Kim Staelens
- Lieve Van den Eynde
- Bernice Vermote